# Andrej Kulebin
Andrej Mikałajewicz Kulebin (biał. Андрэй Мікалаевіч Кулебін; ur. 14 maja 1984 w Neustrelitz) – białoruski kick-boxer oraz zawodnik boksu tajskiego, dziewięciokrotny amatorski mistrz świata, trzykrotny mistrz Europy oraz ośmiokrotny mistrz Białorusi w boksie tajskim organizacji IAMTF, IFMA, WAKO i WMF. Jako zawodowiec m.in. mistrz świata WKN z 2004 i 2005 oraz WMC z 2009. Zasłużony Mistrz Sportu Republiki Białoruś.

## Kariera sportowa
Urodził się w Neustrelitz w Niemieckiej Republice Demokratycznej. Jego ojciec był żołnierzem armii radzieckiej stacjonującej w NRD. Mając 1,5 roku przeniósł się wraz z rodziną na Białoruś do małej miejscowości Gatowo pod Mińskiem. W wieku 8 lat ojciec zabrał go do klubu taekwondo, gdzie pierwszy raz miał styczność ze sportami walki, natomiast mając 12 lat rozpoczął treningi boksu tajskiego w mińskim klubie Kick Fighter Gym.

### Kariera amatorska
Pierwszy międzynarodowy sukces na amatorskim szczeblu uzyskał w 2001 zdobywając brązowy medal na mistrzostwach świata IAMTF w Bangkoku w kategorii do 48 kg. W tym samym roku w Belgradzie na organizowanych przez WAKO został mistrzem świata w kat. do 51 kg. Do 2005 wygrywał wszystkie ważniejsze zawody rangi mistrzostw świata IAMTF/WMF i WAKO. Od 2006 startuje głównie na mistrzostwach IFMA gdzie dwukrotnie zdobywał złoto (2007, 2014), dwa razy srebro (2009, 2018) i trzykrotnie brąz (2006, 2008, 2016), ponadto jest ytzykrotnym mistrzem Europy (2010, 2011, 2016) oraz wicemistrzem (2013). Jest również złotym medalistą Igrzysk Sportów Walki z 2013 w boksie tajskim.

### Kariera zawodowa
Pierwszą zawodową walkę stoczył w 1999 roku mając 15 lat. W 2002 w Polsce zdobył pierwszy zawodowy pas mistrza Europy organizacji WKN. 1 lipca 2004 pokonał na punkty Raula Llopisa, odbierając mu tytuł mistrza świata WKN w wadze super koguciej. Drugi tytuł mistrza świata WKN, tym razem kategorii piórkowej zdobył 9 września 2005 nokautując Marokańczyka Jalala Echaouchiego w drugiej rundzie. Jeszcze w tym samym roku 5 grudnia, zmierzył się o mistrzostwo świata WPMF z mistrzem Rudolfem Duricą, z którym ostatecznie przegrał na punkty. W latach 2006–2010 startował w corocznych turniejach WMC I-1 World GP odbywających się w Hongkongu, które wygrywał czterokrotnie w 2006, 2007, 2008 i 2010, natomiast w 2009 doszedł do finału w którym uległ wskutek kontuzji nogi Tajowi Santichaiowi Or Boonchauy.
26 czerwca 2009 pokonał Marokańczyka Mosaba Amraniego odbierając mu tytuł mistrza świata WMC w wadze piórkowej. Tytuł WMC obronił 7 listopada tego samego roku, nokautując Brytyjczyka Michaela Dicksa w pierwszej rundzie. 30 stycznia 2010 zmierzył się o zwakowane mistrzostwo świata WKN wagi półśredniej z Tajem Sudsakorn Sor Klinmee, ostatecznie przegrywając z nim przed czasem. We wrześniu 2010 ponownie zmierzył się z Sudsakornem, tym razem w finale turnieju WKN World GP Big-8 Tournament lecz ponownie uległ mu przed czasem.
W latach 2011–2013 walczył przede wszystkim na Białorusi i Tajlandii wygrywając m.in. kolejną edycję WKN World Grand Prix w Mińsku czy czteroosobowy turniej MAX Muay Thai w Surin. Mierzył się również z utytułowanymi zawodnikami m.in. Brytyjczykiem Liamem Harrisonem oraz Tajami Singmanee, Saenchaiem czy Sagetdao jednak z żadnym z nich nie był w stanie wygrać. Od 2014 walczy głównie w Azji, dla chińskich organizacji m.in. WFL i Kunlun Fight, tocząc m.in. zwycięskie pojedynki z Singmanee w rewanżu i Artiomem Paszporinem (o mistrzostwo świata IPCC) oraz przegrane z Buakawem Banchamekiem (o pas Phoenix FC) czy Fabio Pincą.

## Osiągnięcia
Zawodowe:
- 2002: mistrz Europy WKN
- 2002: interkontynentalny mistrz WKN
- 2004: mistrz świata WKN w wadze superkoguciej w formule muay thai
- 2005: mistrz świata WKN w wadze piórkowej w formule muay thai
- 2006: WMC I-1 World Grand Prix – 1. miejsce w kat. -63,5 kg
- 2007: WMC I-1 World Grand Prix – 1. miejsce w kat. -63,5 kg
- 2008: WMC I-1 World Grand Prix – 1. miejsce w kat. -65 kg
- 2009: mistrz świata WMC w kat. -63 kg
- 2009: WKN World Grand Prix Big-8 – 1. miejsce w kat. -66,7 kg
- 2009: WMC I-1 World Grand Prix –  finalista turnieju w kat. -66 kg
- 2010: WMC I-1 World Grand Prix – 1. miejsce w kat. -66 kg
- 2010: WKN World Grand Prix Big-8 – 1. miejsce w kat. -66,7 kg
- 2010: mistrz World Dynamite Thaiboxing (WDT) w kat. -66 kg
- 2011: WKN World Grand Prix Big-8 – 1. miejsce w kat. -66,7 kg
- 2012: Thai Figh Tournament – finalista turnieju w kat. -67 kg
- 2013: MAX Muay Thai – 1. miejsce w kat. 67 kg
- 2014: Kunlun Fight – finalista turnieju w kat. 67 kg
- 2014: mistrz Combat Banchamek w kat. 67 kg
- 2014: Grand Prix Russia – 1. miejsce w kat. 67 kg
- 2014: mistrz świata IPCC w kat. 67 kg[11]
- 2015: Final Legend – finalista turnieju
- 2016: WLF World 67 kg 8 Man Tournament – finalista turnieju w kat. -67 kg

Amatorskie:
- 8-krotny mistrz Bialorusi w muay thai
- 2001: Mistrzostwa Świata IAMTF w Muay Thai – 3. miejsce w kat. -48 kg
- 2001: Mistrzostwa Świata WAKO – 1. miejsce w kat. -53 kg, formuła muay thai
- 2002: Mistrzostwa Europy IAMTF w Muay Thai – 1. miejsce w kat. -51 kg
- 2003: Mistrzostwa Świata IAMTF w Muay Thai – 3. miejsce w kat. -55,3 kg
- 2003: Mistrzostwa Świata WAKO – 1. miejsce w kat. -57 kg, formuła muay thai
- 2004: Mistrzostwa Świata WMF w Muay Thai – 1. miejsce w kat. -57 kg
- 2005: Mistrzostwa Świata WMF w Muay Thai – 1. miejsce w kat. -60 kg
- 2006: Mistrzostwa Świata WMF w Muay Thai – 2. miejsce w kat. -60 kg
- 2006: Mistrzostwa Świata IFMA w Muay Thai – 3. miejsce w kat. -60 kg
- 2007: Mistrzostwa Świata WMF w Muay Thai – 1. miejsce w kat. -63,5 kg
- 2007: Mistrzostwa Świata WAKO – 1. miejsce w kat. -63,5 kg, formuła K-1
- 2007: Mistrzostwa Świata IFMA w Muay Thai – 1. miejsce w kat. -67 kg
- 2008: Mistrzostwa Świata IFMA w Muay Thai – 3. miejsce w kat. -67 kg
- 2009: Mistrzostwa Świata IFMA w Muay Thai – 2. miejsce w kat. -67 kg
- 2010: Mistrzostwa Europy IFMA w Muay Thai – 1. miejsce w kat. -67 kg
- 2011: Mistrzostwa Europy IFMA w Muay Thai – 1. miejsce w kat. -67 kg
- 2013: Mistrzostwa Europy IFMA w Muay Thai – 2. miejsce w kat. -67 kg
- 2013: II Igrzyska Sportów Walki – 1. miejsce w kat. -67 kg, formuła muay thai
- 2014: Mistrzostwa Świata IFMA w Muay Thai – 1. miejsce w kat. -67 kg
- 2015: Puchar Króla IFMA w Muay Thai – 2. miejsce w kat. -71 kg
- 2016: Mistrzostwa Europy IFMA w Muay Thai – 1. miejsce w kat. -71 kg[12]
- 2016: Mistrzostwa Świata IFMA w Muay Thai – 3. miejsce w kat. -71 kg
- 2018: Mistrzostwa Świata IFMA w Muay Thai – 2. miejsce w kat. -71 kg[13]